# Жупан (Леринско)
Жупан (на гръцки: Ζουπάνι) е бивше село в Република Гърция, на територията на дем Суровичево, област Западна Македония.

## География
Селото е било разположено високо във Вич, на 5 km източно от Прекопана в посока Сребрено (Аспрогия).

## История
Във втората половина на XV век Жупан е дервентджийско и попада в Леринска нахия.
Според преданието жителите на Жупан основават Прекопана.
Към началото на XX век Жупан е местност с ниви и ливади в землището на Прекопана.